# Nosál bělohubý
Nosál bělohubý (Nasua narica) je druh nosála z čeledi medvídkovitých. Průměrná váha tohoto savce se pohybuje mezi 4 až 6 kg. Samice, výrazně menší než samci, váží někdy pouhých 2,5 kg, zatímco váha samce se může vyšplhat až k 12,2 kg. Celková délka je okolo 110 cm, z čehož polovinu tvoří ocas.

## Výskyt
Nosáli bělohubí obývají zalesněná území Amerik. Vyskytují se od hladiny moře až po nadmořskou výšku 3000 metrů, od jihu Arizony a Nového Mexika, přes Mexiko a střední Ameriku až po severozápadní Kolumbii. Jižněji, tj. na jihu Kolumbie a Ekvádoru, se vyskytuje příbuzný druh nosála zvaný nosál červený.
Nosáli z mexického ostrova Cozumel byli dříve považováni za samostatný druh, dnes je ale pokládán za poddruh nosála bělohubého. Tento poddruh (Nasua narica nelsoni) je o trochu menší než nosál bělohubý ze sousední pevniny, když se ovšem jeho velikost srovná s nosály žijícími na jiných místech, rozdíly jsou nepatrné. Nízká míra dalších odlišností také podporuje teorii, že se v případě tohoto nosála jedná spíše o poddruh než o samostatný druh.
Kromě výše popsaných oblastí se nosálové bělohubí vyskytují i v americkém státě Florida, kam byli v minulosti nejspíše dovezeni. Neví se, kdy přesně k tomu došlo, ovšem jeden z exemplářů z Floridského muzea historie přírody pochází z roku 1928. Jednalo se o jedince, který unikl ze zajetí. Jsou dokumentovány i pozdější případy nosálů bělohubých, kteří takto unikli. Od 70. let 20. století byli na Floridě ve volné přírodě spatřeni již několikrát a bylo nalezeno několik jedinců různého věku. Tato pozorování pocházejí z poměrně široké oblasti na jihu Floridy, a je tedy možné, že se nosáli bělohubí mezi sebou páří a jejich populace se rozrůstá.

## Potrava, predace
Jedná se o všežravce, kteří dávají přednost malým obratlovcům, ovoci, mršinám, hmyzu a vajíčkům. Bez potíží šplhají na stromy, kde jim k udržení rovnováhy pomáhá dlouhý ocas, přesto ale častěji hledají potravu na zemi. Nosáli se lehce adaptují na přítomnost člověka; stejně jako mývalové rabují v kempech odpadkové koše. Snadno mohou být ochočeni a na základě vědeckých experimentů bylo dokázáno, že jsou poměrně inteligentní.
Často je loví hroznýši, dravci, kočkovité šelmy a tayry (jihoamerické lasicovité šelmy).

## Chování
Zatímco mýval a fret kočičí jsou noční živočichové, nosál bělohubý bývá aktivní přes den. Přes noc se uchyluje na stromy a za svítání slézá dolů, aby zahájil pátrání po potravě. Je to ovšem velmi přizpůsobivý živočich, takže se může stát aktivnějším v noci – především v oblastech, kde je loven lidmi nebo kde naopak prohledává lidská obydlí, aby si obstaral potravu.
Dospělí samci jsou samotářští, kdežto samice a sexuálně nevyvinutí samci se sdružují do skupin. Ke komunikaci využívají různé zvukové signály a tráví čas mimo jiné česáním dalších členů skupiny pomocí drápků a zubů. Když se dospělí jedinci vydají hledat potravu, zůstávají mláďata s párem chův, podobně jako je tomu u surikat. Mladí samci, a občas i samice, mají tendenci se mezi sebou hravě prát. Mezi nosály mohou vyvstat menší konflikty o potravu.

## Chov v zoo
Nosál bělohubý byl v srpnu 2019 chován ve 25 evropských zoo. Přestože se svého času jednalo o poměrně častý druh, později jeho stavy klesaly a v roce 2016 bylo v celé Evropě chováno jen 40 jedinců. Od té doby se počet těchto nosálů opět zvýšil. V Česku byli ke konci roku 2018 chováni ve třech zoo:
- Zoo Jihlava
- Zoo Praha
- Zoo Ústí nad Labem

### Chov v Zoo Praha
První nosál bělohubý se do Zoo Praha dostal v roce 1960 pravděpodobně ze zoo v Paříži. Chov trval až do listopadu 1989, kdy uhynul poslední jedinec. Za tuto dobu přišlo na svět přes 20 mláďat. K obnovení chovu došlo v roce 2016. Dvě samice byly dovezeny ze Zoo Magdeburg v Německu, kde se o rok dříve narodily. Na konci roku 2018 byl chován jeden samec a jedna samice.
Výběh tohoto druhu se nachází v horní části zoo naproti výběh antilop vraných. Expozice vznikla v roce 2002 a původně byla určena pro nosály červené.